# Tabu (programa de televisão)
Tabu é um programa de televisão exibido aos sábados à noite, na SIC, desde 5 de março de 2022. É um original da Bélgica, com o mesmo título, cuja adaptação está a cargo de Bruno Nogueira, o também anfitrião do programa.

## Sinopse
Ao explorar, com liberdade, os limites do que se convencionou ser interdito ao exercício do humor, Bruno Nogueira vai explorar a ideia de que os temas mais sensíveis podem ser abordados sem receios ou pudores, num exercício que promete ser libertador para os participantes, telespetadores e para o próprio humorista.
Para cada emissão, é selecionado um grupo de pessoas que têm ou vivem numa condição considerada sensível, vulnerável ou supostamente interdita ao riso, como as deficiências físicas, o racismo, a obesidade ou as doenças mentais.
Durante uma semana, Bruno Nogueira vai viver com cada grupo, ouvir as suas histórias, perceber a forma como se integram, como são olhados e quais os obstáculos com que vivem. Depois disso, irá torná-los e às suas histórias, protagonistas de um espetáculo de stand up sem limites.
Um programa inspirador que combina emoção e comédia e que prova que o humor é para todos.

## Temporadas
| Resumo | Resumo | Episódios | Episódios | Originalmente exibido | Originalmente exibido  |
| Resumo | Resumo | Episódios | Episódios | Estreia da temporada  | Final da temporada     |
| ------ | ------ | --------- | --------- | --------------------- | ---------------------- |
|        | 1      | 5         | 5         | 5 de março de 2022    | 2 de abril de 2022     |
|        | 2      | 5         | 5         | 7 de janeiro de 2023  | 4 de fevereiro de 2023 |

## Episódios

### 1.ª Temporada
| # | Título               | Escrito por    | Exibição original   | Audiências (em milhões) |
| - | -------------------- | -------------- | ------------------- | ----------------------- |
| 1 | "Limitações Físicas" | Bruno Nogueira | 5 de março de 2022  | 0.84                    |
| 2 | "Doenças Incuráveis" | Bruno Nogueira | 12 de março de 2022 | ASD                     |
| 3 | "Drogas e Álcool"    | Bruno Nogueira | 19 de março de 2022 | ASD                     |
| 4 | "Obesidade"          | Bruno Nogueira | 26 de março de 2022 | ASD                     |
| 5 | "Doenças Mentais"    | Bruno Nogueira | 2 de abril de 2022  | ASD                     |

### 2.ª Temporada
| # | Título                  | Escrito por    | Exibição original      | Audiências (em milhões) |
| - | ----------------------- | -------------- | ---------------------- | ----------------------- |
| 1 | "Velhice"               | Bruno Nogueira | 7 de janeiro de 2023   | ASD                     |
| 2 | "Cegueira"              | Bruno Nogueira | 14 de janeiro de 2023  | ASD                     |
| 3 | "Racismo"               | Bruno Nogueira | 21 de janeiro de 2023  | ASD                     |
| 4 | "Exilados e Refugiados" | Bruno Nogueira | 28 de janeiro de 2023  | ASD                     |
| 5 | "TBA"                   | Bruno Nogueira | 4 de fevereiro de 2023 | ASD                     |